# Paul Schmidt (Mediziner, 1856)
Paul Schmidt (* 29. April 1856 in Merseburg; † 21. Oktober 1921 in Berlin) war ein deutscher Mediziner und Sanitätsoffizier der Kaiserlichen Marine im Rang eines Admirals.

## Leben
Schmidt studierte von 1874 bis 1878 am Medicinisch-chirurgischen Friedrich-Wilhelm-Institut und schloss sich 1874 dem Pépinière-Corps Franconia an. Die  Friedrich-Wilhelms-Universität zu Berlin promovierte ihn 1879 zum Dr. med. Schmidt trat am 11. Mai 1878 in die Kaiserliche Marine ein und wurde im Januar 1880 zum Marineassistenzarzt II. Klasse befördert. Ab 1. Oktober 1889 war er für genau sechs Jahre an die Marinemedizinalabteilung des Reichsmarineamts kommandiert. Seit dem 5. April 1904 war Schmidt Generalstabsarzt der Marine und zugleich Chef des Marinesanitätskorps sowie Vorstand der Marinemedizinalabteilung im Reichsmarineamt. Dies blieb er bis Mai 1916.
Unter Verleihung des persönlichen Ranges eines Admirals wurde Schmidt während des Ersten Weltkriegs am 24. Mai 1916 in den Ruhestand versetzt.